# Noctua teixeirai
Noctua teixeirai là một loài bướm đêm trong họ Noctuidae.